# Нюношк
Новонорве́зька мо́ва, ню́ношк, ню́норск (норв. nynorsk) — одна з двох письмових форм сучасної літературної норвезької мови (поряд із букмолом).

## Історичні відомості
Існує історична причина, через яку в Норвегії дві письмові форми норвезької літературної мови. Протягом приблизно 400 років до 1814 року Норвегія перебувала під владою Данії, і в той час у країні використовувалася данська мова. Коли 1814 року Норвегія здобула незалежність, у країні почали використовувати норвезьку літературну письмову мову замість данської. Відродження мови відбулося в двох напрямках. 

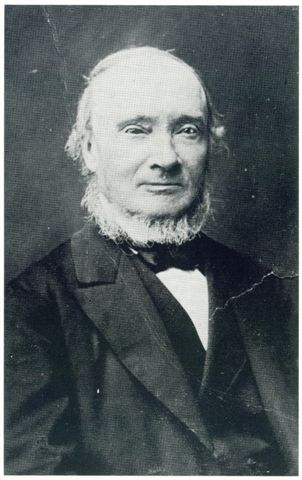
Івар Осен

Багато чого в норвезькій мові було запозичено з данської, яка з часом поступово набувала норвезьких рис і збагачувалася лексикою норвезької розмовної мови. Граматика та правопис з часом також набули норвезьких рис. Але вона залишалась доволі схожою на данську. Спочатку ця мова отримала назву «державна мова» (riksmål), а зараз вона називається «букмол» («книжна мова») і використовується більшістю норвежців.
Зовсім інший шлях запропонував у середині XIX століття Івар Осен (1813–1896), який створив мову ланнсмол «мову країни» (landsmål). У 1929 році Стортинг перейменував ландсмол на нюношк, а риксмол на букмол.
Івар Осен, подорожуючи країною, слухав, як розмовляють люди, вивчав діалекти норвезької. У 1848 році Осен опублікував книгу «Граматика норвезької народної мови» («Det norske Folkesprogs Grammatikk), у 1850 —  «Словник норвезької народної мови» («Ordbog over det norske Folkesprog). Після цього він створив письмову мову, що була більш схожа на мову, якою говорили в народі. Осен вважав, що діалекти не були зіпсовані данською і тому було природним створити з них норвезьку мову. Осен вбачав у своєму проєкті «справжню норвезьку альтернативу» державному стандартові норвезької мови того часу — «державній мові».
Нюношк було створено на основі західних діалектів. Івар Осен відбирав ті форми, що були менше схожі на данську й найбільш архаїчні. Наприклад, у закінченні інфінітива він використовував тільки -а (хоча в його рідному діалекті було -е).
У 1885 році нюношк отримала статус другої державної мови Норвегії. 
У процесі розвитку нюношка аж до наших днів його за допомогою численних реформ усе більше віддаляли від західних діалектів убік східних. Наприклад, інфінітив -а зараз дуже рідко використовують. Постпозитивний артикль -і взагалі використовують тільки найзавзятіші прихильники мови Осена.
З боку держави були спроби, особливо у 1930–1940-х роках, зближення обох форм норвезької мови та поєднання їх в одну мову — самношк (норв. Samnorsk — «спільна норвезька»). Так реформа 1938 року в букмол ввела багато елементів з діалектів та нюношку, а багато традиційних дансько-норвезьких форм були вилучені. У 1950–1960-х роках цей процес зупинили прихильники риксмолу. У 2002 році в Норвегії офіційно відмовилися від політики створення самношку. Проте після реформ букмол та нюношк стали все ж ближчими, і тепер практично кожен норвежець легко розуміє кожну з мов.

## Поширення нюношк
Загалом нюношк, згідно з опитуванням 2005 року, використовується 13 % населення Норвегії, а 86,3% — букмол, хоча більшість діалектів, якими розмовляють норвежці, більш схожі на нюношк, ніж на букмол. З восьмого класу учні в школах обов'язково повинні вивчати обидві мови. Нюношк поширена у сільській місцевості й на заході Норвегії. У фюльке Гордаланн, Руґаланн, Соґн-оґ-Ф'юране та Мере-оґ-Ромсдал нюношк має статус офіційної мови. Станом на 2015 рік, 113 (26%) з 428 муніципалітетів обрали нюношк своєю офіційною мовою, тоді як 158 (36%) обрали букмол.